# Parakysis verrucosus
Parakysis verrucosus är en fiskart som beskrevs av Herre, 1940. Parakysis verrucosus ingår i släktet Parakysis och familjen Akysidae. Inga underarter finns listade i Catalogue of Life.